# Renault Espace II
Renault Espace II (type J63) er den anden modelgeneration af bilfabrikanten Renaults MPV, Espace.

## Modelhistorie
Bilen var en videreudvikling af den 18 cm kortere forgænger, baseret på J11-platformen, og var i produktion fra januar 1991 til oktober 1996.
Såvel karrosseriet som kabineudstyret var modificeret. J63 havde en strømningsgunstigere, rundere form og motorer med større ydelse. Det drejede sig om benzinmotorer med fire eller seks cylindre samt en turbodieselmotor, hvilket gav bilen en tophastighed på op til 195 km/t. J63 fandtes også i en firehjulstrukket version med tilnavnet Quadra.
I Kina blev modellen i årene 1994 til 1999 fremstillet af Sanjiang Renault Automobile under navnet Renault Univers.
Trods den tiltagende konkurrence blev der på knap seks år solgt 316.419 eksemplarer af Espace II.

## Espace F1
I år 1994 præsenterede Renault i anledning af Espace-seriens 10-års fødselsdag en specialversion med navnet Espace F1 som prototype.
Ingeniørerne fra Matra benyttede teknik fra Formel 1, som f.eks. Renault V10-motoren fra 1993-sæsonen med et slagvolume på 3,5 liter og ca. 595 kW (810 hk), hvilket fik Espace til at accelerere fra 0 til 100 km/t på mindre end 3 sekunder, og til 200 km/t på under 7 sekunder. Topfarten var lidt over 300 km/t. Den forholdsmæssigt ugunstige aerodynamik begrænsede dog tophastigheden.
En serieproduktion var ikke planlagt og i denne form heller ikke mulig, da motoren kun kunne startes eksternt og var monteret i midten af kabinen. Dette resulterede i kabinetemperaturer på over 60 °C og et støjniveau betydeligt over 100 dB.

## Tekniske data
|                                                | 2.0                 | 2.2                   | 2.8                   | 2.1 dT                    |
| Byggeår                                        | 1/1991–10/1996      | 1/1991–10/1996        | 1/1991–10/1996        | 1/1991–10/1996            |
| Motordata                                      |                     |                       |                       |                           |
| Motorkode                                      | J7R 768             | J7T 772/773/776       | Z7W 712/713/717       | J8S 610/772/776/778       |
| Motortype                                      | R4-benzinmotor      | R4-benzinmotor        | V6-benzinmotor        | R4-dieselmotor            |
| Antal ventiler pr. cylinder                    | 2                   | 2                     | 2                     | 2                         |
| Ventilstyring                                  | OHC, tandrem        | OHC, tandrem          | 2 × OHC, kæde         | OHC, tandrem              |
| Fødesystem                                     | Multipoint          | Multipoint            | Multipoint            | Forkammer                 |
| Trykladning                                    | –                   | –                     | –                     | Turbolader, ladeluftkøler |
| Køling                                         | Vandkøling          | Vandkøling            | Vandkøling            | Vandkøling                |
| Boring × slaglængde                            | 88,0 × 82,0 mm      | 88,0 × 89,0 mm        | 91,0 × 73,0 mm        | 86,0 × 89,0 mm            |
| Slagvolume                                     | 1995 cm³            | 2165 cm³              | 2849 cm³              | 2068 cm³                  |
| Kompressionsforhold                            | 10,0:1              | 9,2:1                 | 9,5:1                 | 21,5:1                    |
| Maks. effekt ved omdr./min.                    | 76 kW (103 hk) 5250 | 79 kW (107 hk) 5000   | 110 kW (150 hk) 5400  | 65 kW (88 hk) 4250        |
| Maks. drejningsmoment ved omdr./min.           | 159 Nm 2500         | 170 Nm 3500           | 225 Nm 2500           | 181 Nm 2000               |
| Kraftoverførsel                                |                     |                       |                       |                           |
| Drivende hjul (standardudstyr)                 | Forhjul             | Forhjul               | Forhjul               | Forhjul                   |
| Drivende hjul (ekstraudstyr)                   | –                   | Alle                  | –                     | –                         |
| Gearkasse (standardudstyr)                     | 5-trins manuel      | 5-trins manuel        | 5-trins manuel        | 5-trins manuel            |
| Gearkasse (ekstraudstyr)                       | –                   | –                     | 4-trins automatisk    | –                         |
| Præstationer1                                  |                     |                       |                       |                           |
| Topfart                                        | 173 km/t            | 175 km/t [170 km/t]   | 195 km/t (190 km/t)   | 162 km/t                  |
| Acceleration 0-100 km/t                        | 13,8 sek.           | 12,9 sek. [13,9 sek.] | 10,3 sek. (11,1 sek.) | 15,0 sek.                 |
| Brændstofforbrug pr. 100 km ved blandet kørsel | 9,6 liter Blyfri 95 | 9,7 liter Blyfri 95   | 11,6 liter Blyfri 95  | 7,3 liter Diesel          |